# Электронная оптика
Электронная оптика — дисциплина, занимающаяся вопросами формирования, фокусировки и транспортировки пучков заряженных частиц, в частности электронов, в магнитных и электрических полях. Практическое применение — формирование пучка электронов, и управление им, например, в электронно-лучевых трубках.

## История
Изображение отдельных атомов впервые было получено при помощи просвечивающего электронного микроскопа, в котором электроны с энергией несколько мегаэлектронвольт, сформированные в пучки, дали не теоретическое, а наглядное изображение атомов.

## Современное применение
Электронная оптика применяется для расчётов, проектирования и эксплуатации устройств, оперирующих пучками заряженных частиц, в первую очередь это ускорители, каналы транспортировки пучка и т.д.

## Примеры электроннооптических устройств
- Электронная пушка
- Квадрупольная линза
- Электронный микроскоп
- Системы электронной литографии